# Kuancheng (Changchun)
Kuancheng (chinesisch 宽城区, Pinyin Kuānchéng Qū) ist ein nordostchinesischer Stadtbezirk in der Provinz Jilin. Er gehört zum Verwaltungsgebiet der Unterprovinzstadt Changchun, der Provinzhauptstadt. Der Stadtbezirk hat eine Fläche von 877 km² und zählt 680.631 Einwohner (Stand: Zensus 2010).

## Administrative Gliederung
Auf Gemeindeebene setzt sich der Stadtbezirk aus neun Straßenvierteln, fünf Großgemeinden und einer Gemeinde zusammen.